# Kali alum
Kali alum là muối sunfat kép của kali và nhôm. Tên tiếng Việt phổ biến là phèn chua. Công thức hóa học là KAl(SO4)2 và thông thường được thấy ở dạng ngậm nước là KAl(SO4)2·12H2O. Chất này được sử dụng rộng rãi để làm trong nước đục, thuộc da, sản xuất vải chống cháy và bột nở.
Phèn chua là loại muối có tinh thể to nhỏ không đều, không màu hoặc trắng, cũng có thể trong hoặc hơi đục. Phèn chua tan trong nước nhưng không tan trong cồn.
Phèn chua còn có nhiều tên gọi khác: như Kali chua

## Đặc trưng
- Điểm nóng chảy: 92 - 95 °C
- Điểm sôi: 200 °C (phân hủy)
- Tỷ trọng: 1,760 kg/m³
- Phân tử gam: 258,207 g/mol
- Màu: Không màu (với các vết trắng)

## Dạng khoáng sản và phổ biến
Kali alum là khoáng chất sunfat có nguồn gốc tự nhiên, chủ yếu có ở dạng đóng cặn trong đá ở các khu vực bị phong hóa và oxy hóa của các khoáng chất sulfide và có chứa gốc kali. Alunit là nguồn chứa kali và nhôm. Nó được tìm thấy ở Vesuvius, Ý và hang Alum (Tennessee), khe Alum (Arizona) ở Hoa Kỳ.

## Ứng dụng

### Trong công nghiệp
Phèn chua làm trong nước vì trong thành phần của phèn chua có Al2(SO4)3. Khi vào trong nước thì có phản ứng thủy phân thuận nghịch:
Al3+ + 3H2O → Al(OH)3 + 3H+
Trong đó Al(OH)3 kết tủa dạng keo có diện tích bề mặt lớn, hấp phụ các chất lơ lửng ở trong nước, kéo chúng cùng lắng xuống dưới.

### Trong công nghiệp giấy
Nhôm sunfat hay phèn chua được cho vào giấy cùng với muối ăn, nhôm chloride tạo nên do phản ứng trao đổi bị thủy phân mạnh hơn, tạo nên hydroxide, hydroxide này sẽ kết dính những sợi xenlulozơ lại với nhau làm cho giấy không bị nhòe mực khi viết.

### Trong công nghiệp dệt
Khi nhuộm vải, hydroxide đó được sợi vải hấp phụ và giữ chặt trên sợi sẽ kết hợp với phẩm nhuộm tạo thành màu bền, cho nên có tác dụng làm chất cắn màu.
Chính vì vậy nên ta có thể ngâm quần áo dễ phai màu vào nước phèn chua, hay ngày xưa thường ngâm quần áo xuống bùn để giữ quần áo không bị phai màu.

### Trong y học
- Theo y học cổ truyền thì phèn chua được dùng để sát trùng ngoài da, làm hết ngứa, chữa hôi nách hiệu quả.
- Phèn chua được sử dụng trong trị liệu ngứa âm hộ, tai chảy nước mủ hay miệng lưỡi lở, da ngứa.
- Phèn chua dùng để bào chế ra các thuốc chữa đau răng, đau mắt, cầm máu, ho ra máu (các loại xuất huyết).